# Коркина, Валентина Ильинична
Валентина Ильинична Коркина (28 июля 1921, Внуково, Поселение Внуковское — 7 октября 2001, Москва) — советский архитектор. Лауреат Государственной премии СССР (1980) и премии Совета Министров СССР (1973).

## Биография
Родилась 28 июля 1921 года в селе Внуково Московской области. В 1945 году окончила Московский архитектурный институт.
После окончания института отправилась в Великие Луки, где занималась послевоенным восстановлением города. Вернувшись в Москву, работала в Гипрогоре, затем в Управлении по проектированию Дворца Советов. С 1953 года работала в САКБ, впоследствии реорганизованном в МНИИТЭП. Занималась проектированием типовых серий жилых домов. После организации мастерской № 3 работала там главным архитектором проектов. Рукородила бригадой архитекторов
Свою творческую деятельность в качестве архитектора В. И. Коркина начинала под руководством профессора М. О. Барща. Затем длительное время работала вместе с А. Б. Самсоновым, благодаря которому занялась заводским домостроением.
Ещё до организации мастерской № 3 В. И. Коркина участвовала проектировании и строительстве первого в СССР дома из панелей, изготовленных на вибропрокатном стане (Звёздный бульвар, 5). Этот опыт позднее пригодился ей в разработке серий жилых домов вибропрокатного производства II-57. Она занималась привязками этих домов в районах массовой застройки, в частности, в Химках-Ховрине, на улице Удальцова, в Тропарёве. Позднее участвовала в проектировании и строительстве трёх 16-этажных жилых домов в Тропарёве на параметрах каталога унифицированных строительных изделий. Строительство первого из них (корпуса 406) было отмечено премией Совета Министров СССР 1973 года. Затем В. И. Коркина участвовала в строительстве домов, целиком запроектированных из изделий каталога. Это, в частности, здания типа ПЗ/16 и П22/16 в Тропарёве, входящие в состав архитектурного ансамбля Ленинского проспекта на въезде в Москву со стороны Внукова. В 1980 году за архитектуру южной части района Тропарёво В. И. Коркина в составе коллектива была удостоена Государственной премии СССР. Среди её наград также два диплома первой степени и серебряная медаль ВДНХ.
При участии В. И. Коркиной был построен сложный в плане жилой дом из каталожных изделий на улице маршала Тухачевского. Её бригада выпустила рабочие чертежи углового элемента П22/16, использованного при строительстве Олимпийской деревни.
Член Союза архитекторов СССР с 1964 года. Член секции жилища Московского отделения Союза архитекторов.
Вышла на пенсию в 1981 году. Умерла 7 октября 2001 года. Похоронена на Ваганьковском кладбище.